# Cal Romeu
Cal Romeu és un edifici de Calafell (Baix Penedès) protegit com a bé cultural d'interès local.

## Descripció
Es tracta d'un edifici amb planta baixa i un pis format per dos cossos. El primer, més antic, amb golfes, té una coberta a dos vessants amb carener paral·lel a la façana principal. El segon cos, construït l'any 1899, té sostre mort, coberta a un sol vessant inclinat cap a la façana posterior. Molt probablement l'aparença actual de la façana principal del cos més antic és fruit de la modificació de l'any 1897. Al costat sud-oest hi ha adossat un cos de planta baixa amb coberta plana que forma un terrat que també data de 1897. A la façana que dona al carrer hi ha una barana feta amb elements decorats de terrissa i, damunt les pilastres de la barana, hi ha unes copes el mateix material. A tocar d'aquest cos hi ha un portal de forma rectangular amb un petit frontó triangular, mitjançant el qual es pot accedir a un pati. A la part central del frontó hi ha la data 1897.
A la planta pis hi ha cinc balcons sense llosana, amb barana de fosa, persiana de llibret, faixa als brancals i una cornisa a la part superior a mode de guardapols. Al centre de la planta baixa hi ha el portal d'arc escarser fet de pedra tallada. De la clau de volta de l'arc en surt una punta de diamant i hi ha gravades les lletres JH. A cada costat de la porta hi ha un finestral d'arc escarser amb reixa de ferro i persiana de llibret. Al cos bastit el 1897 hi ha una porta cotxera, modificada en època contemporània, i una lluerna enreixada. A la part de les golfes i del sostre mort, hi ha uns elements decoratius quadrangulars fets amb una faixa. A la part central del cos més antic, hi ha uns petits respiradors i, als del cos de 1899, un plafó quadrangular, probablement de ceràmica, amb decoració vegetal. Entre els dos elements d'aquest cos hi ha la data 1899. La façana és rematada per una cornisa i una barana amb motllura a la part superior. Coincidint amb el nivell del sostre, hi ha dues motllures que recorren longitudinalment la façana. Entre els balcons del cos de 1899 hi ha un plafó de rajoles policromades amb la imatge de sant Antoni de Pàdua. A diversos punts de la façana principal hi ha problemes de filtració d'aigua per capil·laritat.
A la part posterior de l'edifici principal hi ha diversos cossos auxiliars adossats, aixecats en diferents èpoques.
El sistema constructiu és de tipus tradicional amb murs de càrrega i sostres unidireccionals de bigues de fusta. Probablement els murs són feta amb peces de maçoneria i de maó massís units amb morter de calç. El portal de la casa és fet de pedra calcària compacta, cristal·lina i poc porosa.